# Жовтяк, Евгений Дмитриевич
Евгений Дмитриевич Жовтяк (род. 19 марта 1961, село Рудники, Станиславская область) — украинский политик, депутат Верховной Рады II, III и IV созыва. Председатель Киевской областной государственной администрации (2005—2006)

## Биография
Евгений Жовтяк родился 19 марта 1961 года.
Окончил Харьковский авиационный институт по специальности инженер-механик по производству летательных аппаратов. С 1984 по 1990 год работал на Жулянском машиностроительном заводе.
С 1990 по 1992 год — работал на Киевском экспериментальном производственно-рекламном комбинате начальником планово-экономического отдела.
С 1992 по 1993 год — в Киево-Святошинской райгосадминистрации занимает должность заведующего сектором предпринимательства и приватизации.
С 1993 по 1994 год — главный специалист отдела по вопросам собственности и предпринимательства Кабмина Украины.
Избирался депутатом Верховной Рады в 1994, 1998 и 2002 годах.
С 4 февраля 2005 по 24 май 2006 года — глава Киевской областной государственной администрации.